# Марашлы Халиль-паша
Дамат Халил-паша, известный так же как Марашлы Халиль-паша (ум. 1629) — великий визирь Османской империи.

## Биография
Известно, что он родился около 1570 года и был армянином из Зейтуна. Его старшим братом был румелийский бейлербей Доганджи Мехмед-паша — музахиб (фаворит, компаньон) султана Мурада III.
Первоначально учился в Эндеруне, а в 1595 году получил первый воинский чин. В 1606 году Халиля назначили чакырджибаши. В этот период он начал налаживать связи с иностранными послами, например, с французским послом бароном де Салиньяк, который часто бывал с ним на охоте в Ускюдаре. В 1607 году Халил-паша принимал участие в подавлении восстания Джелали под началом Куюджу Мурата-паши, будучи офицером янычарского корпуса, но в 1609 году его назначили капудан-пашой в целях противостояния европейским пиратам на Средиземном море. С этой целью он во многом удачно справился, совершая различные военно-морские экспедиции.
В 1612 году Халиль-паша принимал участие в приеме голландских послов, которые были отправлены в Стамбул, чтобы найти поддержку против Испании. Вскоре паша успешно подавлял восстания в Ливии и Греции и получил за это высокую награду.
В ноябре 1616 года султан Ахмед I назначил Марашлы Халиля-пашу великим визирем и отправил на войну против державы Сефевидов. Однако турецкая армия, хотя и захватила Тебриз, вскоре потерпела поражение в битве под Ардебилем. Более того, произошли перемены на султанском троне. В ноябре 1617 года тиф сводит в могилу султана Ахмеда и двор раскалывается на две части. Одна из фракций во главе с шейх-уль-исламом Ходжазаде Эсадом-эфенди и Софу Мехмедом-пашой, который замещал великого визиря во время отсутствия того в Стамбуле, предпочитали видеть на троне взрослого и вместе с тем психически несостоятельного шехзаде Мустафу, нежели его молодого здорового племянника Османа. Софу Мехмед утверждал, что Осман был слишком молод, чтобы править, не вызывая негативной реакции среди населения. Глава чёрных евнухов Мустафа-ага возражал, ссылаясь как раз на психическое здоровье шехзаде, но его возражения не были приняты во внимание и на трон был возведён Мустафа I.
Восшествие на престол шехзаде Мустафы создало новый тип преемственности, при котором на трон восходил старший в роду; этот тип преемственности сохранялся вплоть до падения империи. Кроме того, это был первый случай в Османской империи, когда султану вместо сына наследовал брат. Но через год психически больной султан был свергнут и на престол взошёл Осман II. Последний заключил Серавский мирный договор с шахом Аббасом Великим на его же условиях, вследствие чего Халил-паша был отправлен в отставку. Хотя паша отказался от должности губернатора Дамаска и предпочел найти приют в обители известного суфийского шейха Азиза Махмуда Хюдайи, однако сохранил звание визиря и членство в Диване.
В 1620 году Халил-паша был назначен в очередной раз капудан-пашой и дал совет султану — напасть на Испанию при поддержке Марокко, но вскоре он стал свидетелем ярких и трагичных событий в истории Турции. В 1621 году Осман II потерпел поражение в битве под Хотином против польско-казацкой армии, а через год его свергли и убили в ходе янычарского мятежа, в ходе которого Мустафа I во второй раз стал султаном. Однако Абаза Мехмед-паша вскоре поднял бунт в Анатолии, а Халиме-султан вскоре была вынуждена выдать на расправу своего зятя великого визиря Кара Давута-пашу. В итоге в 1623 году Кёсем-султан посадила на султанский трон своего сына Мурада, а сама стала править страной в качестве регента. В том же году Халил-паша был сослан в Малкару.
В 1626 году власти, будучи обеспокоены ростом восстания Абаза Мехмеда-паши, присвоили Халилю-паше звание великого визиря. Марашлы Халил-паша одновременно был назначен ответственным за мирные переговоры с Ираном. Но вскоре в 1628 году его вновь отправили в отставку.
Халиль-паша скончался в Стамбуле в 1629 году и был похоронен в Ускюдаре.
Халиль-паша поддерживал тесную связь с различными религиозными орденами: Мелями-Хальзави, Шабани, Хальвети и в особенности с Джельвети. Шейх Азиз Махмуд Хюдайи имел огромное влияние на него. В любое время паша находил приют и утешение в его обители и не отказывался от советов и молитв шейха в сложные периоды 1619, 1623 и 1628 годов. Известно, что в своей обители Хюдайи принял голландского посла Хага, друга Халиля-паши.
Дружба самого Халиля-паши с послами представляла собой редкое явление в Османской империи. Турецкие и зарубежные историки описывают пашу как умеренного, осторожного чиновника и хорошего капитана. В районе Фатих паша построил фонтаны и мечеть. А в Ускюдаре возле обители Хюдайи в 1617 году он приказал возвести текке (Капыджи Текке).

## Киновоплощения
В турецком телесериале «Великолепный век: Кёсем Султан» роль Марашлы Халиля-паши исполнил известный актёр Шенер Саваш.